# Yosuke Murakami
Yosuke Murakami (japanisch 村上 陽介 Murakami Yosuke; * 4. Februar 2002 in Präfektur Tokio) ist ein japanischer Fußballspieler.

## Karriere

### Verein
Yosuke Murakami erlernte das Fußballspielen in der Jugend von Ōmiya Ardija sowie in der Universitätsmannschaft der Meiji-Universität. Seinen ersten Vertrag unterschrieb er am 1. Februar 2024 bei seinem Jugendverein Ōmiya Ardija. Der Verein aus Ōmiya-ku spielte in der dritten Liga, der J3 League. In seiner ersten Profisaison bestritt er 35 Ligaspiele. Am Ende der Saison 2024 feierte er mit dem Verein die Drittligameisterschaft und den Aufstieg in die zweite Liga.

### Nationalmannschaft
Yosuke Murakami spielte 2019 zweimal für die japanische U17-Nationalmannschaft und einmal für die U18-Mannschaft. Mit der U17 nahm er an der U17-Weltmeisterschaft in Brasilien teil. Hier schied man im Achtelfinale gegen Mexiko aus.

## Erfolge
Ōmiya Ardija
- Japanischer Drittligameister: 2024